# Carex angolensis
Espèce
Classification phylogénétique
Carex angolensis est une espèce de plantes du genre Carex et de la famille des Cyperaceae.